# Kevon Carter
Kevon Carter (14 de noviembre de 1983 - 28 de febrero de 2014) fue un jugador de fútbol internacional de Trinidad y Tobago que jugó profesionalmente para la Defence Force como delantero. 
Carter murió de un ataque al corazón después de sentir dolores en el pecho durante una sesión de entrenamiento en la mañana del 28 de febrero de 2014.

## Carrera internacional
Hizo su debut internacional con Trinidad y Tobago en marzo de 2004 contra Guyana, y en abril de 2008 marcó su primer gol con la selección frente a Granada.

### Goles internacionales
| Partido | Fecha                   | Oponente               | Competición             | Puntuación | Puntuación final |
| ------- | ----------------------- | ---------------------- | ----------------------- | ---------- | ---------------- |
| 1       | 27 de abril de 2008     | Granada                | Friendly                | 2-0        | 2-0              |
| 2       | 21 de julio de 2010     | Antigua y Barbuda      | Friendly                | 1-0        | 4-1              |
| 3       | 21 de julio de 2010     | Antigua y Barbuda      | Friendly                | 3-1        | 4-1              |
| 4       | 12 de octubre de 2012   | San Cristóbal y Nieves | Copa del Caribe de 2012 | 1-0        | 1-0              |
| 5       | 11 de diciembre de 2012 | República Dominicana   | Copa del Caribe de 2012 | 1-0        | 2-1              |

Fuente: